# Sarinda glabra
Sarinda glabra là một loài nhện trong họ Salticidae.
Loài này thuộc chi Sarinda. Sarinda glabra được Pelegrin Franganillo-Balboa miêu tả năm 1930.